# Elburg
Elburg  è una municipalità dei Paesi Bassi di 22 193 abitanti situata nella provincia di Gheldria.